# كاري كيغان
كاري كيغان (بالإنجليزية: Kari Keegan)‏ هي ممثلة أمريكية، ولدت في 9 أبريل 1969 في بيتسبرغ في الولايات المتحدة.

## أعمال

### أفلام
- جيسون يذهب إلى الجحيم الجمعة الأخيرة

## وصلات خارجية
- كاري كيغان على موقع IMDb (الإنجليزية)
- كاري كيغان على موقع قاعدة بيانات الفيلم (الإنجليزية)